# Bad Cannstatt
Bad Cannstatt, Stuttgart-Bad Cannstatt (do 23 lipca 1933 Cannstatt, hist. Kannstadt, Canstatt, Cannstadt) – uzdrowiskowy okręg administracyjny (Stadtbezirk) w Stuttgarcie, w kraju związkowym Badenia-Wirtembergia. Liczy 66 611 mieszkańców (31 grudnia 2011) i ma powierzchnię 15,71 km².